# PDA

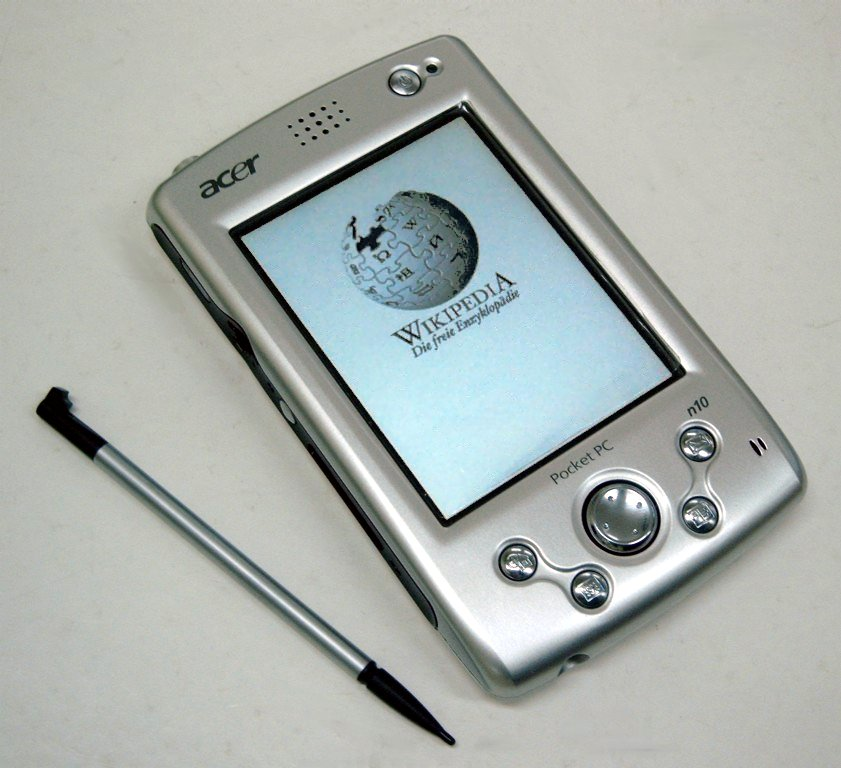
Ejemplo de una computadora de bolsillo PocketPC Acer

PDA (del inglés Personal Digital Assistant, ‘Asistente Digital Personal’), computadora de bolsillo, organizador personal o agenda electrónica de bolsillo es una microcomputadora de mano originalmente diseñada como agenda personal electrónica (para tener uso de calendario, lista de contactos, bloc de notas, recordatorios, dibujar, etc.) con un sistema de reconocimiento de escritura.
Estos dispositivos fueron sustituidos por los teléfonos inteligentes que pueden realizar muchas de las funciones que hace una computadora de escritorio (ver películas, crear documentos, juegos casuales, correo electrónico, navegar por Internet, reproducir archivos de audio, etc.) con la ventaja de ser un objeto del que se dispone constantemente.
El término handheld, hand-held computer o hand-held device, es un anglicismo que traducido al español significa “de mano” (computadora o dispositivo de mano) y describe al tipo de computadora portátil que se puede llevar en una mano mientras se utiliza.

## Historia

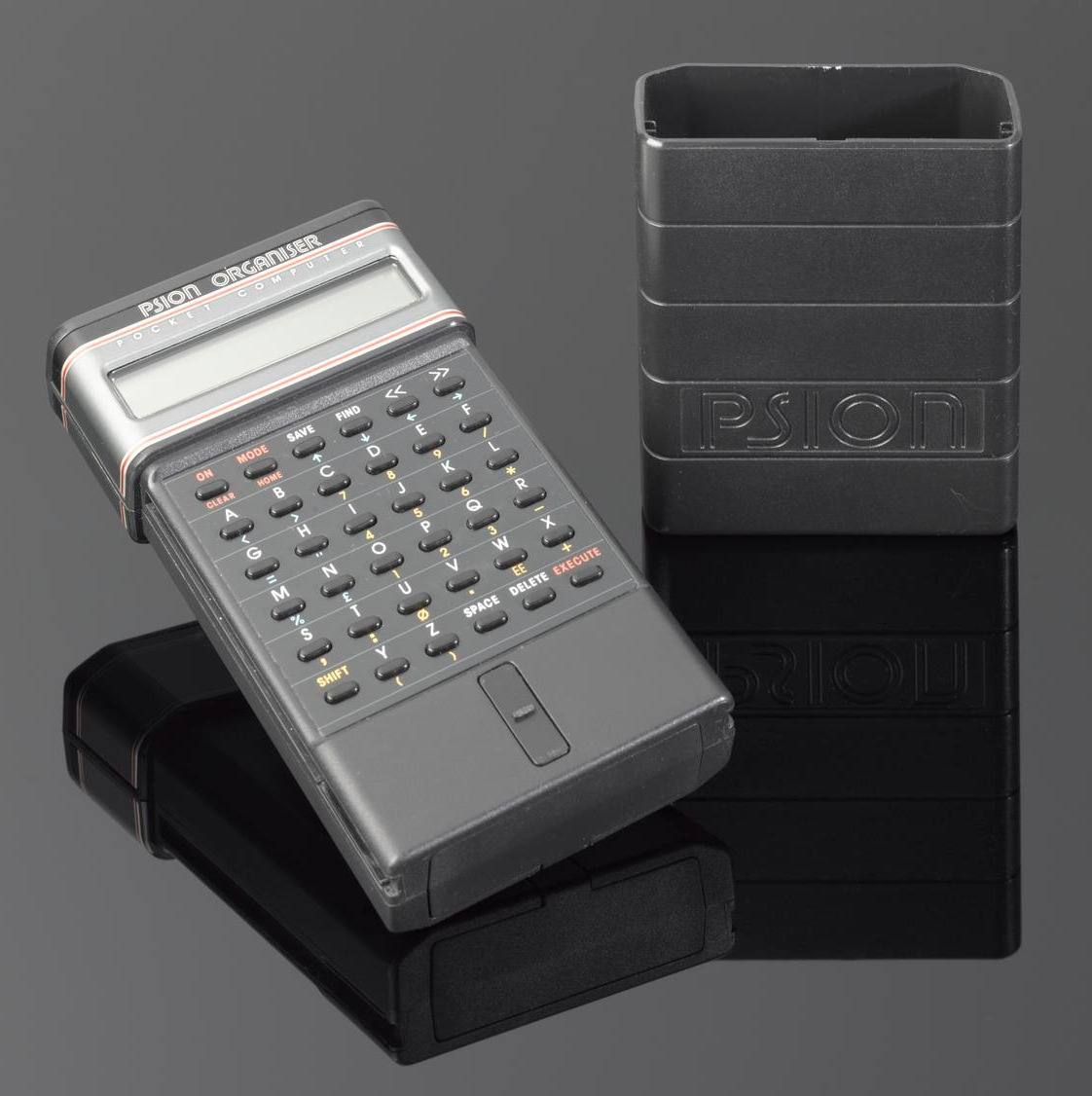
Psion Organiser I de 1984.

Esta categoría de computadora tuvo principalmente importancia en la década de 1980, con fabricantes como Psion, Casio, Sharp, Tandy/Radio Shack o Hewlett-Packard. Se podían programar en BASIC o uno en lenguaje especializado propio de las computadoras de bolsillo.
En 1984 llegó al mercado una de las primeras PDA del mundo, la Psion Organiser. En 1989, el Atari Portfolio, aunque técnicamente clasificado como palmtop fue una muestra temprana de algunos de los más modernos dispositivos electrónicos. Otros dispositivos como los Psion Organiser II (1986), el Sharp Wizard o la Amstrad Penpad (1993) fueron sentando la base de las funcionalidades de las PDA. Pero la primera computadora de bolsillo apareció en el mercado en 1991 con un pantalla bastante grande para visualizar una hoja de cálculo, o un documento de Word y que aun teniendo teclado se podía emplear sobre la palma de la mano: el Psion Series 3. Tenía una pantalla (con gráficos) de 16 filas por 40 columnas y funcionaba con el sistema operativo Psion OS (se alimentaba con dos pilas).

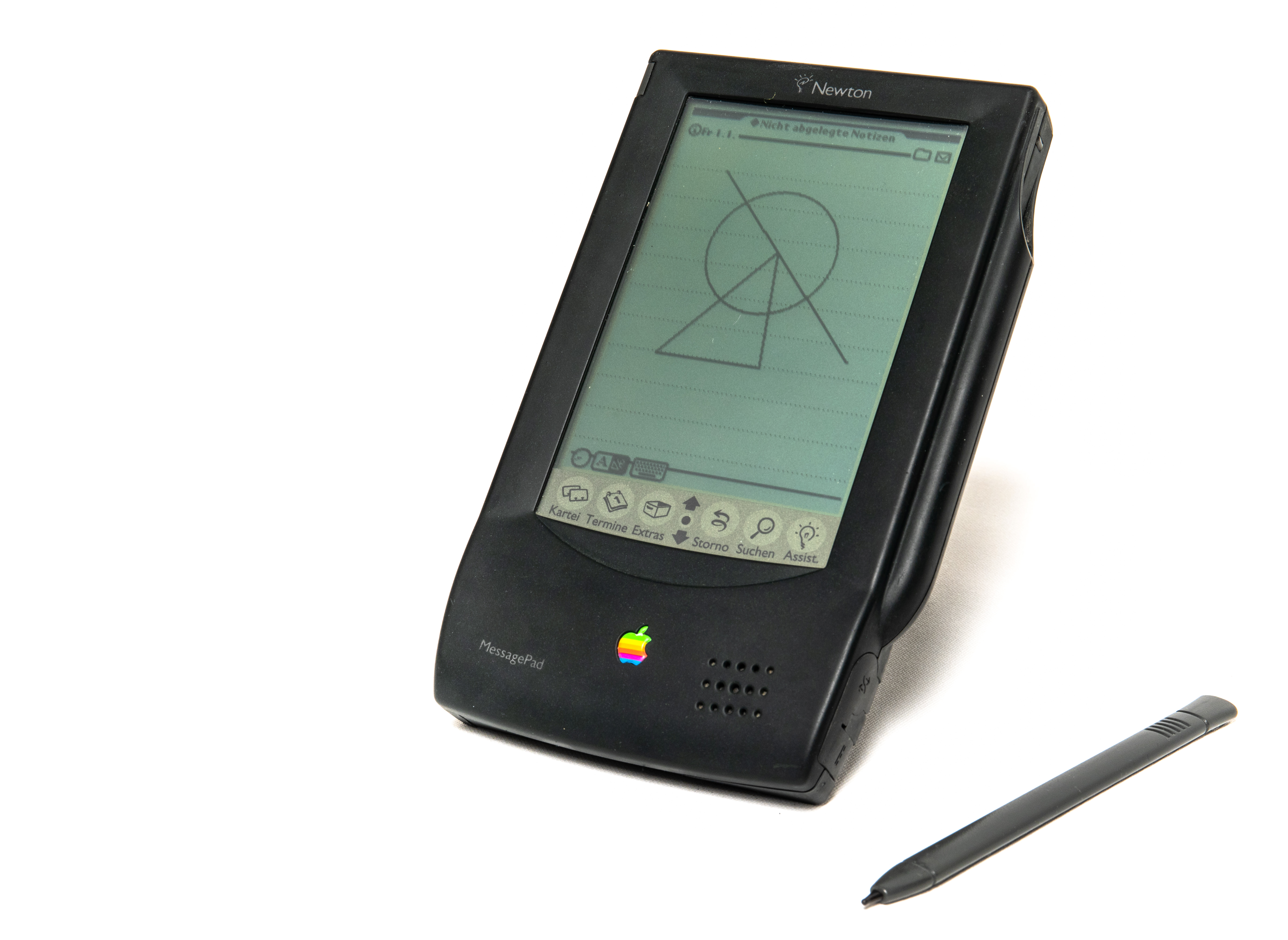
Apple Newton MessagePad de 1993.

La primera mención formal del término y concepto de PDA (Personal Digital Assistant) es del 7 de enero de 1992 por John Sculley al presentar el Apple Newton, en el Consumer Electronics Show (Muestra de electrónica de consumo) de Las Vegas (Estados Unidos). Sin embargo, fue un sonoro fracaso financiero para la compañía Apple, dejando de venderse en 1998. La tecnología estaba aún poco desarrollada y el reconocimiento de escritura en la versión original era bastante impreciso, entre otros problemas. Aun así, este aparato ya contaba con todas las características de la PDA moderna: pantalla sensible al tacto, conexión a una computadora para sincronización, interfaz de usuario especialmente diseñada para el tipo de máquina, conectividad a redes vía módem y reconocimiento de escritura.
En 1995 con la aparición de la empresa Palm, Inc. comenzó una nueva etapa de crecimiento y desarrollo tecnológico para el mercado de estos dispositivos. Tal fue el éxito que las computadoras de bolsillo o agendas electrónicas son a veces llamadas Palm o Palm Pilot, lo cual constituye un caso de una marca registrada que se transforma en el nombre genérico del producto.

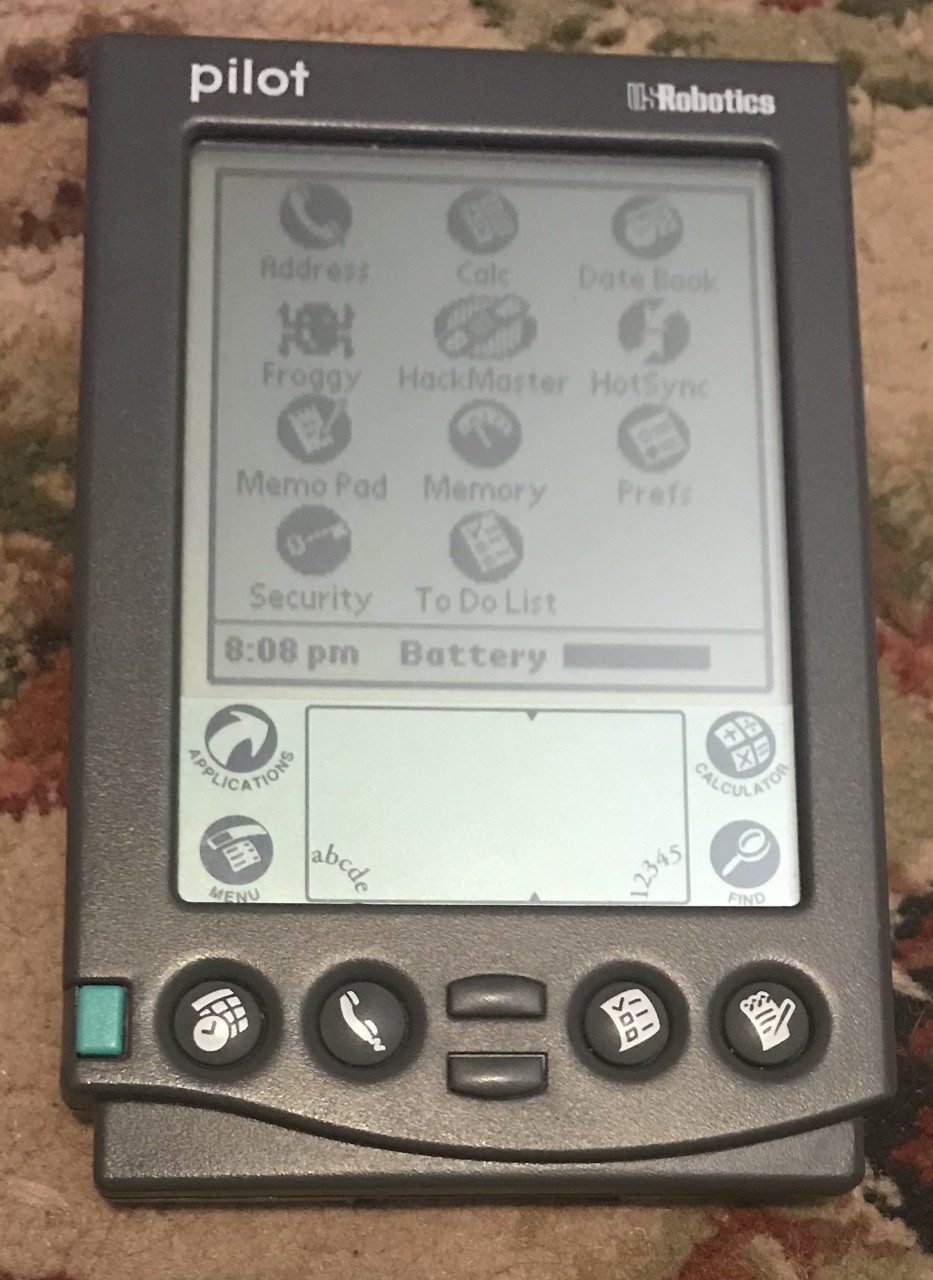
PalmPilot 1000 de 1996.

Pero no fue sino hasta enero de 1996 cuando la compañía 3Com presentaba el primer organizador personal de la serie Palm Pilot, que un tiempo después pasaría a llamarse simplemente Palm. Incorporaba una memoria RAM de 128 KB, un procesador de 4 MHz y una pantalla de 8 filas por 40 columnas. Funcionaba con dos pilas, y funcionaba con el sistema operativo Palm OS.
La irrupción de los sistemas operativos Microsoft Windows CE (1997) y Windows Mobile (2003) en el sector los dotó de mayores capacidades multimedia y conectividad, y sobre todo incorporó a un público ya acostumbrado al uso de sus programas y que se los encontraban en versión reducida.
La llegada de los teléfonos inteligentes o Comunicadores (híbridos entre computadora de bolsillo y teléfono móvil) supuso para el mercado, por un lado, la entrada de nuevos competidores y, por otro, la incorporación a este de usuarios avanzados de móviles. De paso supuso la vuelta de un sistema operativo que había abandonado el mercado de las PDA y computadoras de mano en favor de los móviles: el Symbian OS. Las PDA de hoy en día traen multitud de comunicaciones inalámbricas (Bluetooth, wifi, IrDA (infrarrojos), GPS, etc.) que los hace tremendamente atractivos hasta para cosas tan inverosímiles como su uso para domótica o como navegadores GPS. Hoy en día, la mayoría de los PDA son teléfonos inteligentes.

## Características
Actualmente, una computadora de bolsillo (PDA) típica tiene al menos una pantalla táctil para ingresar información, una tarjeta de memoria para almacenarla y al menos un sistema de conexión inalámbrica, ya sea infrarrojo, bluetooth o wifi.
El software requerido por una computadora de bolsillo incluye por lo general un calendario, un directorio de contactos y algún programa para agregar notas. Algunos organizadores digitales también contienen soporte para navegar por la red y para revisar el correo electrónico.

### Pantalla táctil

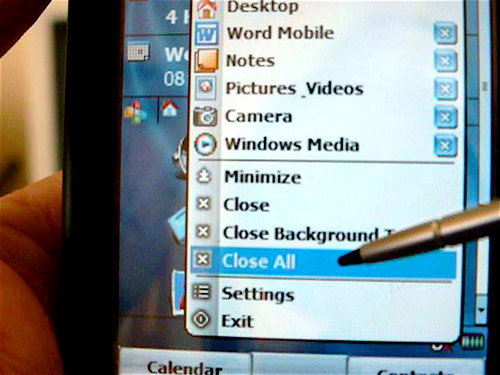
Las agendas digitales suelen llevar pantalla táctil para la navegación.

Muchas agendas digitales como el Apple Newton y el Palm Pilot, tienen pantallas táctiles para interactuar con el usuario, por lo que tienen muy pocos botones reservados para abrir los programas más utilizados. Por lo general las agendas digitales con esta pantalla tienen un lápiz desmontable, con el cual se realizan todas las tareas. Para agregar texto por lo general se usan uno de los siguientes métodos:
- Se usa un teclado virtual, y para agregar las letras hay que tocar cada una de ellas.
- Se puede conectar un teclado externo conectado vía USB o bluetooth.
- Usando el reconocimiento de letras o palabras, y luego traduciéndolas a letras dentro de la caja texto seleccionada.
- Usando un reconocimiento de símbolos, donde cierto grupo de estos representa una letra. Por lo general estos símbolos son fáciles de recordar.

Las computadoras de bolsillo diseñadas para el uso en negocios, como el BlackBerry o el Treo tienen teclados completos y barras de desplazamiento para facilitar el ingreso de información, en vez de usar una pantalla táctil. Los PDA más nuevos como el iPhone o el iPod Touch incluyen una nueva interfaz de usuario con otros medios de entrada. Estos PDA usan una tecnología llamada multitáctil.

### Tarjetas de memoria
Aunque algunas computadoras de bolsillo no usan tarjetas de memoria, en la actualidad la mayoría permite el uso de tarjetas SD. Además, unas cuantas tienen un puerto USB. Para obtener un pequeño tamaño, además, ciertas agendas digitales ofrecen tarjetas miniSD o microSD.

### Conectividad por cable

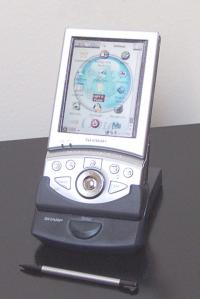
Sharp Zaurus SL-5500 ejecutando OpenZaurus (Linux)

Aunque algunas computadoras de bolsillo antiguas se conectaban a la computadora de escritorio usando un cable serial, en la actualidad la mayoría usan un cable USB. Además de permitir la conexión con la computadora, sirven como puertos de alimentación de corriente eléctrica, en especial el USB.

### Conectividad inalámbrica
Muchos de los computadores de bolsillo modernos tienen conectividad bluetooth, esto permite conectar teclados externos, auriculares, GPS y mucho más accesorios. Además unos cuantos poseen conectividad wifi, esta nos permite conectarnos a redes inalámbricas y nos permiten el acceso al Internet. Las agendas digitales antiguas disponían además de un puerto infrarrojo, sin embargo muy pocos de los actuales tienen esta tecnología, ya que es muy lento. El infrarrojo permite conectividad entre dos agendas (la topología utilizada en los infrarrojos, bluetooth y en la interconexión entre agendas es ad hoc) o con cualquier otro accesorio que tenga uno de estos puertos. La mayoría de las computadoras de bolsillo actuales poseen conectividad 3G, lo que permite el acceso a Internet de alta velocidad en prácticamente cualquier lugar, además de la funcionalidad como teléfono móvil avanzado, concepto más conocido como teléfono inteligente.

### Sincronización
Una de las funciones más importantes de los organizadores digitales es la sincronización con las computadoras personales. Esto permite la actualización del directorio, haciendo que la información del computador y de la agenda digital sea la misma. La sincronización también evita la pérdida de la información almacenada en caso de que el accesorio se pierda, sea robado o destruido. Otra ventaja es que se puede ingresar información mucho más rápido desde el computador y transmitirla luego al dispositivo. La sincronización se realiza mediante un programa que entregan los fabricantes, los más conocidos son el HotSync Manager (Palm OS), el ActiveSync (Windows XP); Windows Mobile Device Center (para Windows Vista y Windows 7) y iTunes (iPhone X).

## Usos

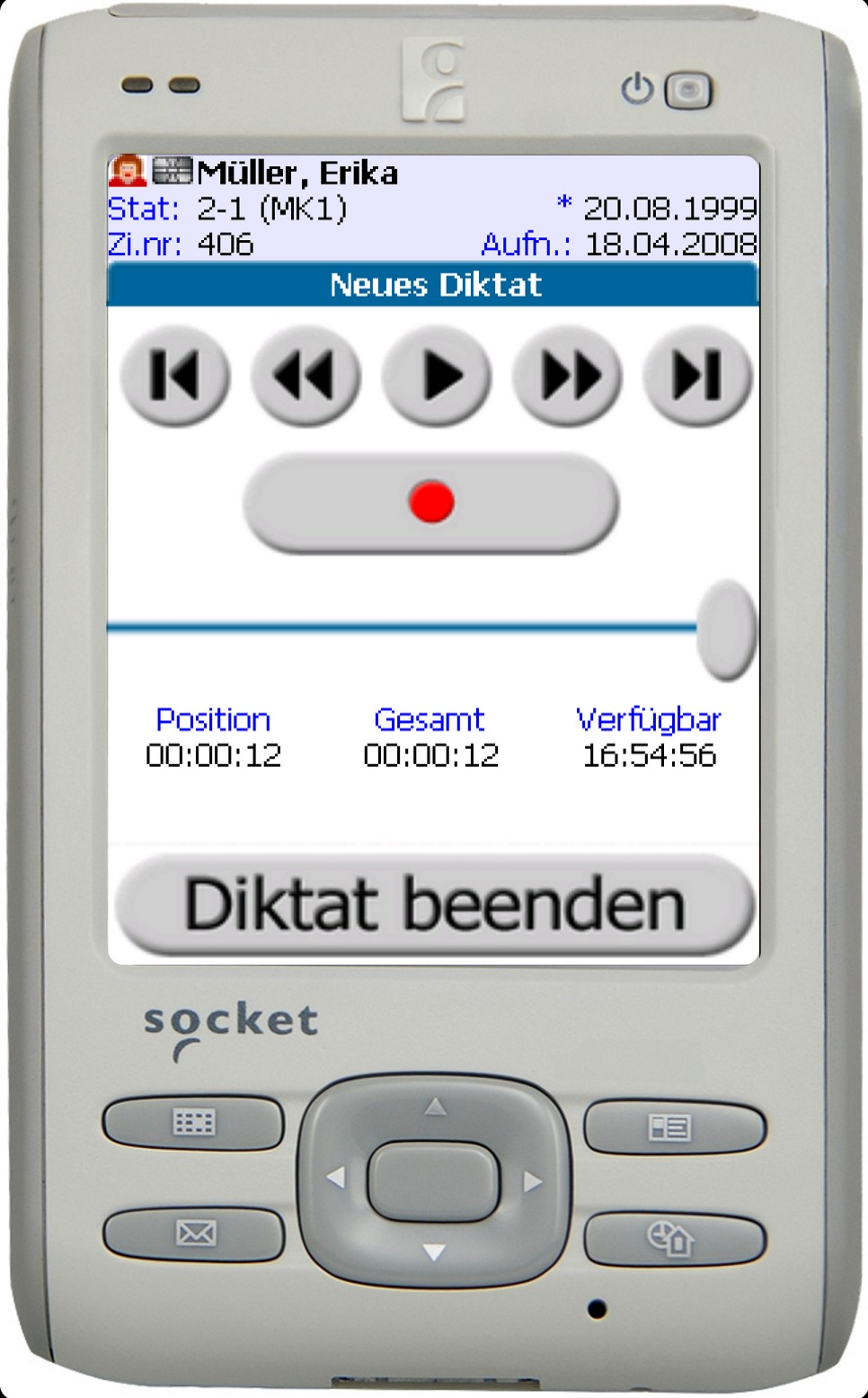
Previsualización gráfica de un PDA

Las computadoras de bolsillo o agendas digitales son usadas para almacenar información que puede ser consultada a cualquier hora y en cualquier lugar. Por lo general, estos dispositivos son utilizados de manera doméstica, sin embargo también se pueden encontrar en otros campos.

### Usos en automóviles
Muchos computadores de bolsillo son usados en vehículos para poder usar GPS, y es por esto que cada vez es más común encontrarlos por defecto en muchos vehículos nuevos. Algunos sistemas pueden también mostrar las condiciones del tráfico. Los programas más comunes en Europa y en Estados Unidos para realizar esto son TomTom, Garmin y iGO mostrando ambientes en 2 y 3 dimensiones.

### Usos médicos
En la medicina, las computadoras de bolsillo han sido utilizadas para realizar diagnósticos o para escoger los medicamentos más adecuados.

### Usos en educación
En estos últimos años los minicomputadores se han vuelto muy comunes, es por esto que se ha empezado a utilizar en ciertas instituciones educativas para que los alumnos tomen nota. Esto ha permitido el aumento de la productividad de los estudiantes, ya que permite la rápida corrección o modificación de la información. Además, gracias a estos dispositivos, los profesores están en capacidad de transmitir material a través del Internet aprovechando la conectividad inalámbrica de las computadoras de bolsillo.
En la actualidad (2018) las agendas digitales han perdido el auge que tenían en sus inicios, ya que comienzan a ser sustituidos por los teléfonos inteligentes y las tabletas (tabletas) , los cuales integran todas las funciones de los PDA a las funciones de un teléfono móvil, además de muchas otras funciones.

## Sistemas operativos y equipos

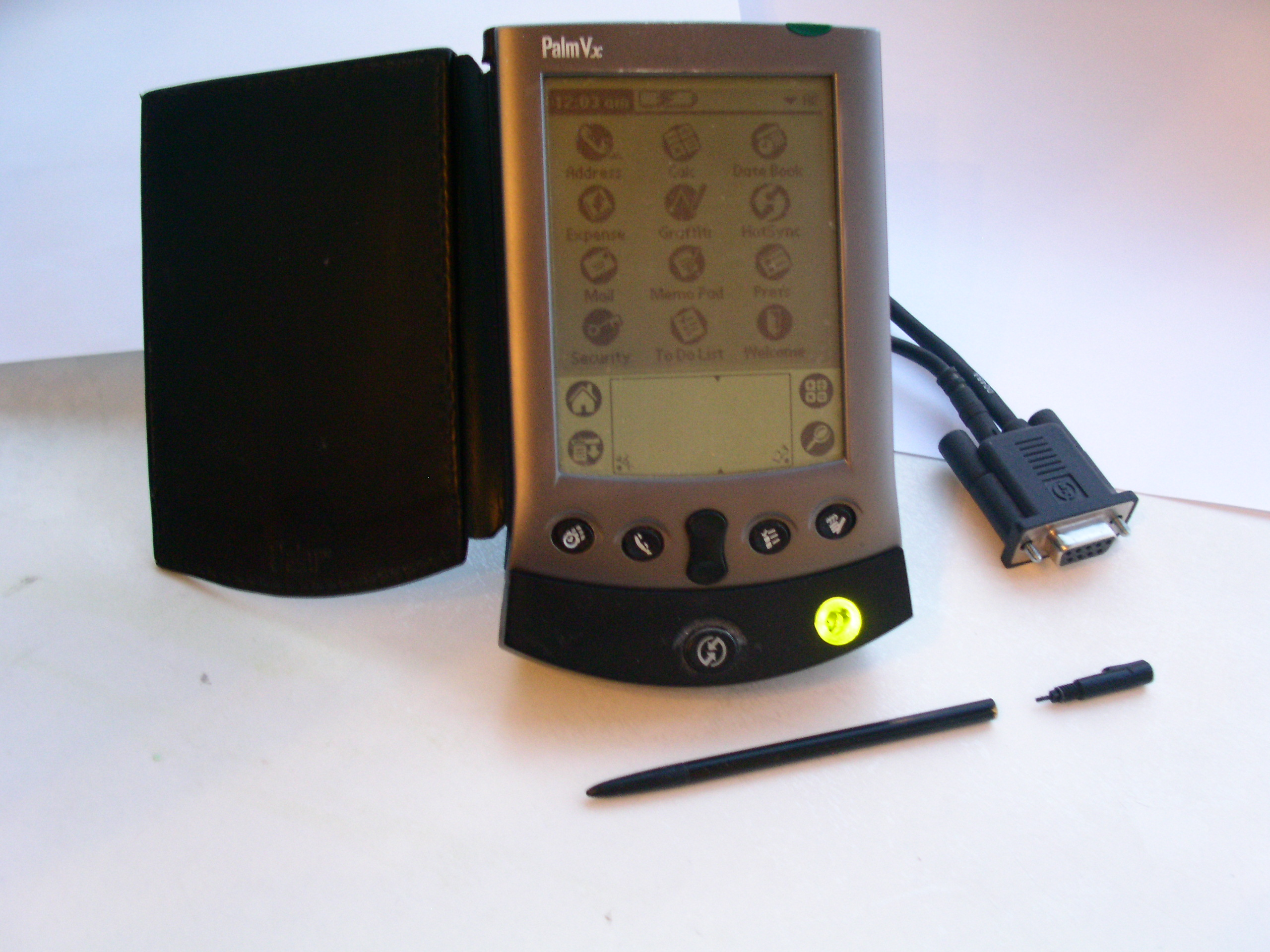
Computadora de mano Palm Vx.

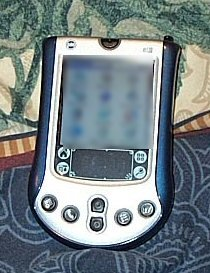
Palm m130 ejecutando Palm OS

Hoy en día, existen los siguientes sistemas operativos competidores:
- Dispositivos con Windows, sistema operativo que desde la Surface PRO 3 (2014) viene marcando la pauta de las nuevas generaciones de tabletas sucesoras de las PDA en muchas marcas alrededor del mundo, mermando la otrora fugaz hegemonía Android, y quedando ya casi a solas con IOS10/APPLE y sus IPADs.
- Dispositivos con iOS actualmente iOS 13, usado en dispositivos de Apple.
- Dispositivos con Android, sistema operativo de Google, basado en el núcleo Linux, utilizado por varios fabricantes (Samsung, Sony, HTC, LG, Motorola, entre otros). La licencia de este sistema es de código abierto.
- Dispositivos Palm OS, hoy en día mantenido casi en solitario por Palm, pero que hasta hace poco ha tenido importantes fabricantes como Sony.
- Dispositivos Pocket PC con HP como líder de fabricantes acompañado por otras empresas de informática como Dell o Acer, a quienes se han incorporado los fabricantes de Taiwán como High Tech Computer que van copando el mercado del teléfono inteligente con sus marcas propias (como Qtek) o fabricando para terceros y, sobre todo, operadores de telefonía móvil.
- Research In Motion con sus BlackBerry, más propiamente teléfono inteligentes que PDA, pero que han copado una parte importante del mercado corporativo a la vez que incorporaban prestaciones de PDA.
- Dispositivos Symbian OS presente en las gamas altas de teléfonos móviles de Nokia.
- Dispositivos con MeeGo es la unión de los sistemas operativos Maemo y Moblin, con el que Intel y Nokia pretendían competir con los sistemas operativos diseñados para teléfonos inteligentes.
- Dispositivos Linux liderado por las Sharp Zaurus.
- Entre otros dispositivos descontinuados o no figurables, por ejemplo, los infantiles producidos por diversas empresas dedicadas a la juguetería infantil, como Mattel, o Hasbro.

## Otros dispositivos portátiles

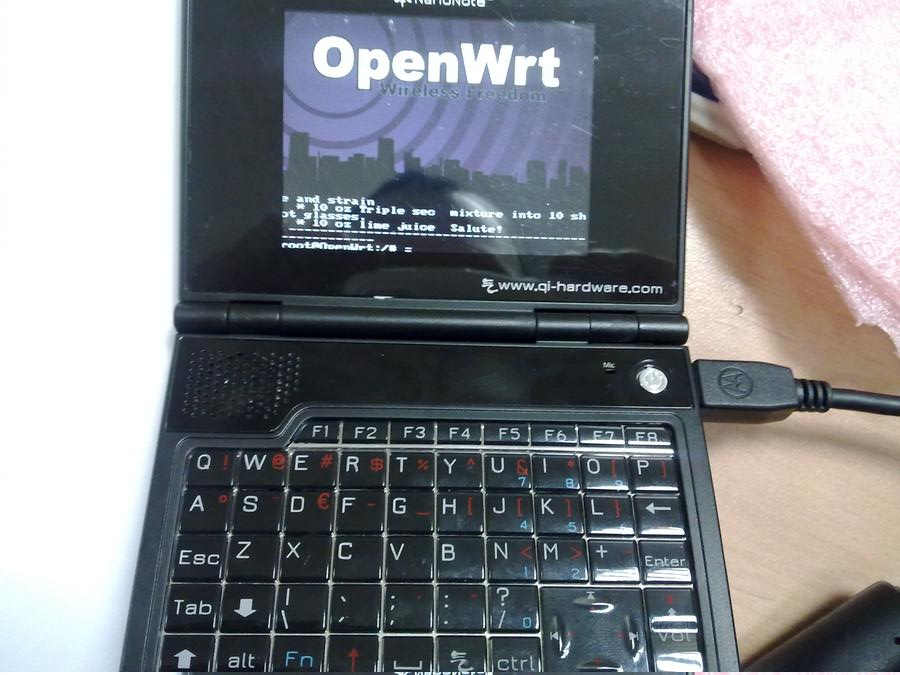
Una Ben NanoNote ejecutando OpenWrt

Un tipo especial de asistente digital son las denominadas PDT (siglas del inglés portable data terminal, que significa ‘terminal de datos portátil’), equipos dirigidos al uso industrial (por ejemplo, como lector móvil de código de barras, código de puntos o etiquetas de radiofrecuencia), en la construcción y militar. Algunos de sus principales fabricantes son Symbol Technologies, Intermec, DAP Technologies y Hand Hield Products.
Por otro lado, en el mercado hay multitud de «computadoras de bolsillo de juguete», desde los verdaderos juguetes infantiles como los de VTech (líder del boyante mercado de la computadora infantil) a los aparatos baratos fabricados en China, pero que, aparte del reconocimiento de escritura, incorporan todas las prestaciones básicas de las primeras PDA (incluyendo cámaras digitales básicas y comunicaciones con las PC), diseñados con objetivos principalmente didácticos y de aprendizaje.

### Sistemas operativos
- Palm OS (Access)
- Pocket PC (en inglés)
- Symbian OS (en inglés)
- Familiar linux (en inglés)

- Datos: Q162768
- Multimedia: Personal digital assistants / Q162768